# Jindřich Plachta
Jindřich Plachta, vlastním jménem Jindřich Šolle (1. července 1899, Plzeň – 6. listopadu 1951, Praha), byl český herec a spisovatel.

## Pseudonym
Své umělecké jméno Plachta si Jindřich Šolle dal podle své přezdívky. Ta vznikla za školních let, kdy mu jeho matka ušila velkou pelerínu, která na jeho hubeném těle doslova vlála. Jeden z učitelů na něj zavolal: „Kam s tou plachtou?“ a přezdívka mu od té doby zůstala.

## Mládí
Narodil se jako první dítě v rodině, měl dvě sestry. Jeho otec, montér a strojní zámečník v plzeňské Škodovce, nechtěl o herecké dráze svého syna ani slyšet. Mladý Plachta musel jít na plzeňskou obchodní akademii. V letech 1910–1911 byl s rodiči v ukrajinském Bachmutu (tehdy součástí Ruska), kde otec pracoval na výstavbě lihovaru. Zde Plachta chodil do ruské školy. Měl se z něj stát účetní. Později vzpomínal na svá studia: „Spíš by se našlo u krávy nadání ke hře na citeru, než u mne atom pochopení pro podvojné účetnictví.“ Během studií vystupoval Plachta potají v plzeňském divadle jako statista. A s přáteli založil ochotnický spolek Jaro. Po maturitě odešel pracovat do Krakova jako úředník ve filiálce Pražské úvěrní banky. Po říjnu 1918 se vrátil a zůstal v Praze, kde si našel se dvěma kamarády podnájem na Smíchově a pracoval na šekovém úřadu.

## Divadelní kariéra
V Praze vzniklo po první světové válce velké množství divadélek a kabaretů. Plachta začínal ve studentském kabaretu Satyr v hostinci U Znamenáčků v Praze – Nuslích. Jeho první rolí byla pražská klepna, paní Vůněslava Acetylénová. Po zániku kabaretu se dal zaměstnat jako suflér v kabaretu Červená sedma. Podle pamětníků mu to moc nešlo – napovídal příliš hlasitě a afektovaně gestikuloval. Jenže obecenstvo řvalo smíchy. Proto ho šéf kabaretu Červená sedma Jiří Červený na Silvestra v roce 1921 angažoval opět jako bábu Acetylénku.
Uplynulo jen několik měsíců a Jindřicha Plachtu uviděl král českých komiků Vlasta Burian. Jeho herecký projev se mu natolik zalíbil, že mu nabídl od poloviny 20. let nejdříve hostování, později i angažmá ve svém divadle. Podobně jako Jaroslav Marvan měl dělat „nahrávače“. Plachta si rychle získal přízeň publika a Burian začal cítit konkurenci. Napjatou situaci vyřešil Plachta odchodem z divadla.
V sezóně 1925/1926 vystoupil pohostinsky a bez honoráře i ve třech reprízách hry W. Shakespeara Blažena a Beneš aneb Mnoho povyku pro nic na scéně Národního divadla, kam jej přivedl režisér Karel Hugo Hilar, který jej viděl v divadle u Vlasty Buriana.
Na sezónu 1929/1930 jej angažovali do Osvobozeného divadla Jiří Voskovec s Janem Werichem, kde vystoupil ve dvou hrách, např. Fata Morgana, kde hrál po boku Ference Futuristy. Na sezónu 1930/1931 se vrátil opět do Divadla Vlasty Buriana, avšak v letech 1933 až 1937 byl znovu v angažmá v Osvobozeném divadle, kde zářil např. ve hrách Osel a stín či Kat a blázen, ale hlavně v revue Rub a líc. Další scény, na kterých hrál, byly Tylovo divadlo v Nuslích, v letech 1938 až 1941 Kohoutovo Divadlo U Nováků a za války Nezávislé divadlo a Velká opereta (dnešní Divadlo v Dlouhé).
Po válce následovalo Divadlo 5. května (1945–1946), (hrající v budově dnešní Státní opery). V rámci divadla byla vytvořena herecká skupina zvaná Divadlo pod Plachtou, která vyjížděla na venkov se zájezdovými představeními pod hlavičkou Vesnického divadla. V čele této skupiny stál právě on sám. Skupina odehrála 70 představení a v říjnu 1946 ukončila výjezdová představení pro zhoršení jeho zdravotního stavu. Několikrát dostal Plachta nabídku stát se členem Národního divadla. Pro svou vrozenou skromnost a malou víru ve své nadání ji dlouho odmítal. Až v letech 1948–1949 v Národním jednu sezonu působil. Krátce působil jako umělecký vedoucí v Divadle umění lidu v Karlíně, potom od roku 1950 až do své smrti byl v Ústředním divadle československé armády (dnešním Vinohradském divadle). Jeho poslední divadelní rolí zde byla postava krejčího Ondřeje Poláka v Jiráskově hře Jan Hus.

### Divadelní role, výběr
- 1921 Jindřich Plachta: Vůněslava Acetylenová, V. Acetylenová, Červená sedma
- 1926 William Shakespeare: Blažena a Beneš aneb Mnoho povyku pro nic, Stráž, Národní divadlo, režie K.H.Hilar
- 1929 V+W: Fata Morgana, Kat, Osvobozené divadlo, režie V+W
- 1933 V+W: Osel a stín, Hippodromos, Osvobozené divadlo, režie Jindřich Honzl
- 1934 V+W: Kat a blázen, hostinský Almara, Osvobozené divadlo, režie Jindřich Honzl
- 1934 V+W: Slaměný klobouk, tchán Nonancourt, Osvobozené divadlo, režie Jindřich Honzl
- 1935 V+W: Vždy s úsměvem, Antonín ve scénce Ponorka 35, Osvobozené divadlo, režie Jindřich Honzl
- 1936 V+W: Balada z hadrů, Purkmistr, Osvobozené divadlo, režie Jindřich Honzl
- 1936 V+W: Nebe na zemi, notář Bartolus, Osvobozené divadlo, režie Jindřich Honzl
- 1936 V+W: Rub a líc, Ředitel Hart, Osvobozené divadlo, režie Jindřich Honzl
- 1946 G. Gradov: Směšná práce, titul. role, Vesnické divadlo, režie Zdeněk Míka
- 1947 Jiří Mahen: Ulička odvahy, voják, Divadlo 5. května, režie František Salzer
- 1947 N. V. Gogol: Ženitba, Podkolesin, Divadlo 5. května, režie Vítězslav Vejražka
- 1947 J. K. Tyl: Čert na zemi, čert, Divadlo 5. května, režie Stanislav Vyskočil
- 1948 A. N. Ostrovskij: Les, Karp, Národní divadlo, režie Aleš Podhorský
- 1948 L. M. Leonov: Jabloňové sady, Kasper Kasperovič Žabro, Tylovo divadlo, režie Miloš Nedbal
- 1949 N. F. Pogodin: Kremelský orloj, dělník, Národní divadlo, režie Aleš Podhorský
- 1949 Vladislav Vančura: Josefina, Maleček, Tylovo divadlo, režie Jindřich Honzl a Antonín Dvořák (roli Malečka v Josefině psal V. Vančura dle J. Plachty – herce i člověka[15])
- 1949 Alois Jirásek: Lucerna, Pan Franc, Národní divadlo, režie Josef Pehr
- 1951 Alois Jirásek: Jan Hus, krejčí Ondřej Polák, Ústřední divadlo československé armády, režie Otto Haas

## Citát
| „                      | Měl zvláštní dar: dovedl se i v nesympatické postavě přiblížit svým herectvím divákovi, aniž ubral postavě její záporné rysy. Takový byl jeho Hippodromos v Oslu a stínu, takový byl jeho notář Vittorio Bartolus v Nebi na zemi. Měl jsem ho rád. Kdo znal Jindřicha Plachtu, nemohl jinak. Byl prototypem vlídnosti a v jeho plaché prostotě byla i jeho velikost. | “ |
| — František Filipovský | |   |

## Film
Jako filmový herec začal působit ještě v éře němého filmu. Jeho herecké schopnosti se projevily až po nástupu zvukového filmu.
Zahrál si již ve 20. letech v rakouském filmu Štěstí u žen (Sachsfilm, režie Otto Haas). První větší roli dostal však až v sedmadvaceti letech v němé verzi filmu Dobrý voják Švejk. Filmovou hvězdou se stal na začátku třicátých let, po filmech s Vlastou Burianem a také v Mužích v ofsajdu. Výraznou postavou byl i jeho detektiv Klubíčko ve filmu Vražda v Ostrovní ulici (natočil režisér Svatopluk Innemann dle románu Emila Vachka Muž a stín), což byl první film natočený v ateliérech A–B Barrandov. Do konce 2. světové války pak natočil skoro osmdesát filmů, celkově za celou kariéru jich bylo 113. Většina jeho rolí diváky okouzluje dodnes. Například profesor Matulka z filmu Cesta do hlubin študákovy duše (1939). Ve 30. letech byl počítán mezi šest nejslavnějších filmových hvězd (Smolík, Plachta, Haas, Nedošínská, Baarová, Mandlová).
Protože byl přesvědčeným komunistou, neměl po 2. světové válce problémy přejít do zestátněného filmu. Dokonce si sám napsal scénář k filmu Pan Novák, který propagoval tehdejší heslo „70 tisíc lidí z administrativy do výroby“. Zahrál si úředníka, který je přeřazen do továrny. Ještě krátce před svou smrtí, v létě 1951 navštívil s delegací čs. filmových pracovníků Sovětský svaz.

### Filmografie, výběr
- 1926 Dobrý voják Švejk, režie Karel Lamač
- 1926 Falešná kočička, režie Svatopluk Innemann
- 1930 C. a k. polní maršálek, režie Karel Lamač
- 1931 Muži v offsidu, režie Svatopluk Innemann
- 1931 On a jeho sestra, režie Karel Lamač a Martin Frič
- 1931 To neznáte Hadimršku, režie Karel Lamač a Martin Frič
- 1931 Obrácení Ferdyše Pištory, režie Josef Kodíček
- 1932 Před maturitou, režie Vladislav Vančura
- 1932 Anton Špelec, ostrostřelec, režie Martin Frič
- 1933 Vražda v Ostrovní ulici, detektiv Klubíčko, režie Svatopluk Innemann
- 1933 Dům na předměstí, režie Miroslav Cikán
- 1935 Bezdětná
- 1935 Jedenácté přikázání, režie Martin Frič
- 1936 Vojnarka
- 1937 Kříž u potoka, režie Miloslav Jareš
- 1937 Filosofská historie, režie Otakar Vávra
- 1938 Pán a sluha, režie Walter Schorsch
- 1938 Děti na zakázku, režie Čeněk Šlégl
- 1939 Svátek věřitelů
- 1939 Dobře situovaný pán, režie Miroslav Cikán
- 1939 Cesta do hlubin študákovy duše, režie Martin Frič
- 1941 Nebe a dudy, dělník Fábera, režie Vladimír Slavínský
- 1941 Advokát chudých, hokynář Marvan, režie Vladimír Slavínský
- 1942 Městečko na dlani, obecní blázen Janek Pudeš, režie Václav Binovec
- 1942 Karel a já, drožkář Šourek, režie Miroslav Cikán
- 1943, Kluci na řece, režie Václav Krška, Jiří Slavíček (režisér)
- 1944 U pěti veverek, režie Miroslav Cikán
- 1944 Prstýnek, režie Martin Frič
- 1944 Pancho se žení, Francisco Fernando Rodriguez (otec Rosity), režie Rudolf Hrušínský a František Salzer
- 1945 Řeka čaruje, režie Václav Krška
- 1946 Právě začínáme, trhovec Divíšek, režie Vladimír Slavínský
- 1947 Nevíte o bytě?, dědeček, režie Bořivoj Zeman
- 1949 Pan Novák, úředník Novák, režie Bořivoj Zeman
- 1950 Karhanova parta, režie Zdeněk Hofbauer

## Spisovatel
Psal humoristické články, básně, fejetony a črty, především do Rudého práva, Tvorby, Haló-nedělních novin (zde vycházely jeho pravidelné Koutky) i Lidových novin.